# Bohuslav Karlík
Bohuslav Karlík (25. listopadu 1908 Královské Vinohrady – 29. září 1996 Praha) byl český a československý rychlostní kanoista a vodní slalomář, kanoista závodící v kategoriích C1 a C2.
Na mistrovství světa v rychlostní kanoistice získal celkem tři medaile, zlato a stříbro v roce 1938 ze závodů deblkánoí na 10 000 m, resp. 1000 m (obě s Janem Brzákem) a bronz v roce 1950 ze závodu deblkánoí na 10 000 m s Oldřichem Lomeckým. Dvakrát startoval na letních olympijských hrách, v Berlíně 1936 získal na kilometrové trati singlkánoí stříbrnou medaili, v Helsinkách 1952 obsadil šesté místo v závodě C2 na 10 000 m (s Lomeckým).
Účastnil se také závodů ve vodním slalomu, na Mistrovství světa 1949 získal stříbro v závodech hlídek C1.
Je autorem ideologicky silně podbarveného sportovního životopisu Jana Brzáka-Felixe Čtvrtstoletí v čele vodáků (1955).
Závodům se věnovala celá rodina. Jeho žena byla první mistryní republiky, jeho pravnučka Sofie Kinclová juniorskou mistryní světa v rychlostní kanoistice a jako i její sestra Karolína Kumžáková dříve, také juniorská mistryně Evropy.